# Elecciones presidenciales de Perú de 1851
Las elecciones presidenciales del Perú de 1851 el presidente Ramón Castilla auspició la candidatura de Echenique desde el año 1850, con el apoyo de sectores conservadores. Otros candidatos fueron:
El general Manuel Ignacio de Vivanco, apoyado por la élite arequipeña y algunas zonas del norte del país.
El caudillo civil Domingo Elías, fundador del Club Progresista, apoyado por hombres de negocios e intelectuales liberales.
El general Antonio Gutiérrez de La Fuente 
El general Miguel de San Román
El general Pedro Pablo Bermúdez
Echenique triunfó en esta elección, que a decir del historiador Jorge Basadre fue el primer proceso electoral verdadero de la historia republicana del Perú, aunque con serios indicios de malas maniobras. Echenique recibió el mando el 20 de abril de 1851.
- Datos: Q44090742